# 30417 Staudt
30417 Staudt este un asteroid din centura principală de asteroizi.

## Descriere
30417 Staudt este un asteroid din centura principală de asteroizi. A fost descoperit pe 1 iunie 2000 la Prescott (Arizona) de Paul G. Comba. El prezintă o orbită caracterizată de o semiaxă mare de 2,66 ua, o excentricitate de 0,20 și o înclinație de 3,6° în raport cu ecliptica.